# Reto Hug
Reto Hug (Grabs, 24 januari 1975) is een professioneel Zwitserse triatleet. Hij was Europees kampioen triatlon op de olympische afstand.
Sinds 1993 houdt hij zich bezig met triatlons. In 1998 werd hij Zwitsers kampioen, en een jaar later Europees kampioen. Zijn grootste prestatie boekte hij een jaar later door op het Europese kampioenschap triatlon op de olympische afstand een gouden medaille te winnen.
Reto deed twee keer mee met de Olympische Spelen. In 2000 werd hij achtste met een tijd van 1:49:21,30 en in 2004 werd hij 40e met een tijd van 2:01.40,43.

## Titels
- Europees kampioen triatlon op de olympische afstand - 1999
- Zwitsers kampioen triatlon - 1998, 2000, 2001, 2004

## Palmares

### triatlon
- 1998: 6e EK olympische afstand - 1:51.31
- 1998: 9e WK olympische afstand in Lausanne - 1:56.49
- 1999:  EK olympische afstand - 1:48.42
- 1999: 6e WK olympische afstand in Montreal - 1:46.02
- 2000: 8e Olympische Spelen in Sydney - 1:49.21,30
- 2000:  EK olympische afstand in Stein
- 2001: 5e EK olympische afstand in Karlsbad - 2:04.59
- 2001:  ITU wereldbekerwedstrijd in Rennes
- 2001:  ITU wereldbekerwedstrijd in Lausanne - 1:53.58
- 2004: 40e Olympische Spelen in Athene - 2:01.40,43
- 2005:  Züri Triathlon - 1:51.52,8
- 2005:  WK olympische afstand in Gamagori - 1:49.36
- 2006:  Züri Triathlon - 1:49.19,0
- 2006: 26e WK olympische afstand in Lausanne - 1:54.49
- 2008:  WK olympische afstand in Vancouver - 1:50.17
- 2008: 29e Olympische Spelen in Peking - 1:52.04,93
- 2009:  Züri Triathlon - 1:51.40,6
- 2009: DNF EK olympische afstand in Holten
- 2011:  Triathlon EDF Alpe d’Huez - 5:56.16
- 2011: 61e WK sprintafstand in Lausanne - 56.44
- 2012:  Challenge Aarhus - 4:00.58